# 中曽根ハイジ
中曽根 ハイジ（なかそね ハイジ）は、日本の漫画家。成年誌でも漫画を描いている。

## 来歴
2012年、『コミック・ダンガン』（ホビージャパン）にて、上栖綴人のライトノベル『はぐれ勇者の鬼畜美学』のコミカライズの連載を開始。2017年、『コミックガルド』（オーバーラップ）にて、丘野優の小説『望まぬ不死の冒険者』のコミカライズの連載を開始。

## 人物
趣味は替え歌。好きな漫画に若林稔弥の『ぱちん娘。』を挙げている。

## 作品リスト

### 連載
- はぐれ勇者の鬼畜美学（原作：上栖綴人、キャラクター原案：卵の黄身、『コミック・ダンガン』2012年1月20日[2] - 2013年6月21日、全3巻）
- 望まぬ不死の冒険者（原作：丘野優、キャラクター原案：じゃいあん、『コミックガルド』2017年11月24日[5] - 、既刊12巻）

### 成人向け漫画
- インサートTRYあんぐる
- ガールズヘヴン